# 東杜比克 (伊利諾伊州)
東杜比克（英語：East Dubuque）是一個位於美國伊利諾伊州喬戴維斯縣的城市。

## 地理
東杜比克的座標為42°29′28″N 90°38′28″W / 42.49111°N 90.64111°W，而該地的平均海拔高度為186米（即610英尺）。

## 人口
根據2010年美國人口普查的數據，東杜比克的面積為7.26平方千米，當中陸地面積為7.07平方千米，而水域面積為0.19平方千米。當地共有人口1704人，而人口密度為每平方千米234.71人。